# 我們家
《我們家》，2014年5月24日上映並改編自真人實事的日本電影，為導演石井裕也自編自導的劇情片，原案為早見和真的同名原著小說，由妻夫木聰主演。此片為2014年金馬國際影展參展作，導演石井裕也亦於11月來台灣出席影片座談會。

## 概要
此片導演石井裕也花費約3年的時間籌備，同年8月，受邀參與第38屆加拿大蒙特婁世界電影節的World Greats單元和第19屆釜山國際影展。此片導演石井表示自己亦是年輕時母親即病逝，因而對原作感同身受；加上日本目前描繪此一議題的作者多數較年長，因此想和年輕的原著作者一樣，以自身30歲左右年齡階段的視角對此議題進行觀察，描寫疾病對家庭產生的改變。

## 劇情
原本是「家裡蹲」的若菜浩介（妻夫木聰 飾）在多年後走出自閉生活，終於娶妻，妻子深雪（黑川芽以 飾）亦懷孕3個月。浩介向母親玲子（原田美枝子 飾）報告此一好消息，浩介父親克明（長塚京三 飾）亦向玲子提議前往夏威夷旅遊，一家看似過著幸福的生活。但因健忘的症狀日益嚴重，玲子在和兒子浩介和丈夫克明陪同之下前往醫院就診。醫生告知，玲子的病症是腦腫瘤，且已大面積擴散，能正常說話、行動已是極為罕見的例子，原本以為自己只是阿茲海默症的玲子，聞言崩潰。醫生向浩介表示，母親玲子只剩一星期的壽命。對此一措手不及的惡耗，克明和浩介深受打擊，並堅決對玲子隱瞞此一事實。隨著病情逐日惡化，玲子亦開始認不得家人並胡言亂語，對著家人道出自己多年來的心聲。丈夫克明和兩位兒子此刻才知道母親內心真正想法。
為了治病，浩介要求平常漫不經心、經常向母親伸手要錢的弟弟俊平（池松壯亮 飾）趕回家中，為了日後母親的醫療費用，兩人開始清查家中的財務狀況。俊平發現母親入院前向多家銀行申貸多筆借貸，竟達300萬。兩兄弟質問父親克明是否知道此事，父親竟將個人欠債3000萬的事和盤托出，驚訝的兄弟建議宣告破產，但父親表示目前房子貸款1200萬，擔保人是浩介，宣告破產恐拖累浩介。一家看似陷入了絕望。
面對家中爆出的一連串問題，兄弟倆決定振作。玲子住院的醫生建議若菜家將玲子接回家，渡過人生最後的時光，但兄弟倆不放棄最後一絲機會，繼續分頭尋找肯接治母親的醫院。經過連日的奔波，俊平透過一位醫生（鶴見辰吾 飾）的介紹，終於找到了一家肯為母親進行複檢的醫院，主治醫師（板谷由夏 飾）表示雖然可能性極渺小，但若為惡性淋巴瘤，反而有治療和手術的機會。兄弟倆見到了一絲曙光……。
在生死當口，一家人從裂縫中被逼發出了蛻變和成長。

## 角色
- 若菜浩介：妻夫木聰[7][8]
- 若菜俊平：池松壯亮[9]
- 若菜玲子：原田美枝子[10]
- 若菜克明：長塚京三
- 若菜深雪：黑川芽以（日语：黒川芽以）
- 浩介的同事：中山裕介（日语：ユースケ・サンタマリア）
- 介紹轉院的醫師：鶴見辰吾
- 轉院後的主治醫師：板谷由夏

## 製作

### 拍攝
主要拍攝外景地為山梨縣上野原市，其他外景地包括神奈川縣相模原市的藤野車站等地。故事背景的拍攝地之一「三好町」亦為原著作者早見和真的實際居住地，為忠於原作，住家場景未重新搭景，為直接使用該地既有的空餘物件來拍攝。

### 選角
導演石井裕也表示，2011年即已選定由池松壯亮演出片中二兒子一角，當時的池松有一種「由少年轉為成人」的氣味，和片中的俊平相同，而男主角一開始即想邀請妻夫木聰飾演。2014年，石井的另一部執導作品《球場上的朝陽》亦是妻夫木聰和池松壯亮擔綱演出，石井表示，《球場上的朝陽》的妻夫木聰為製片方的邀約，是巧合的結果；但池松演出此兩部片中都是自己邀約的。

## 評價
「片中描寫的普通家庭，讓許多人都有所共鳴」。日本作家淺野敦子：「片中充滿了無法以簡單語言表達的不思議情感」。吉卜力工作室的製片人鈴木敏夫：「一部告訴我們『絕望就是希望的開始』之電影」。中川雅也：「感受到妻夫木聰真實的演繹和池松壯亮獨特的空氣感，池松是個天才。」。原著作者早見和真亦表示：「自己的小說精華被100%的吸收汲取成為電影，對一個小說家來說是一種幸福。毫無疑問的是一部傑出的電影」。

## 獎項

### 獲獎
- 第6回TAMA電影獎（日语：TAMA CINEMA FORUM）[18]
  - 最佳作品
  - 最佳男主角：妻夫木聰

- 第27回日刊體育電影大獎
  - 最佳男配角：池松壯亮

- 第37回橫濱電影節
  - 最佳男配角：池松壯亮

- 第88回電影旬報獎
  - 年度十佳日本電影
  - 最佳男配角：池松壯亮

### 提名
- 第27回日刊體育電影大獎
  - 最佳作品
  - 最佳導演：石井裕也
- 第57回藍絲帶獎
  - 最佳日本電影
  - 最佳導演：石井裕也
  - 最佳女配角：原田美枝子

## 外部連結
- 《我們家》官方網站 （页面存档备份，存于）
- 我們家的X（前Twitter）
- 我們家的Facebook專頁
- 互联网电影数据库（IMDb）上《我們家》的资料（英文）
- PHANTOM FILM （页面存档备份，存于）